# Persoonlijk ontwikkelingsplan
Een persoonlijk ontwikkelingsplan (POP) is een instrument uit het humanresourcesmanagement. 
In een persoonlijk ontwikkelingsplan geeft een werknemer of student in eigen woorden aan welke stappen hij in de komende periode zal zetten om zijn bekwaamheden voor zijn functie te vergroten. Deze stappen dienen zo helder en concreet mogelijk te worden geformuleerd, zodat na verloop van een vastgestelde tijd beoordeeld kan worden of de gestelde doelen bereikt zijn. Na vaststelling van het plan door de werkgever wordt het toegevoegd aan het personeelsdossier en kan het gebruikt worden voor verdere gesprekken over de loopbaanontwikkeling van de werknemer.
Ook in het onderwijs wordt gebruikgemaakt van dit instrument om afspraken te maken tussen een leerling en zijn opleiding over het verloop van het opleidingstraject.